# Société Aérienne Bordelaise SAB-20
Il Société Aérienne Bordelaise SAB-20, citato anche come AB-20, fu un bombardiere pesante quadrimotore, monoplano ad ala alta e a doppia trave di coda sviluppato dall'azienda aeronautica francese Société Aérienne Bordelaise (SAB) nei primi anni trenta e rimasto allo stadio di prototipo.
Evoluzione del Dyle et Bacalan DB-70 da trasporto passeggeri, non fu in grado di esprimere prestazioni adeguate non superando le perplessità delle autorità militari francesi. Tuttavia, attingendo all'esperienza acquisita nella sua realizzazione, nei due anni seguenti vennero sviluppati i derivati SAB-21, sempre in configurazione bombardiere, e il SAB-22, una cannoniera volante sperimentale equipaggiata con un cannone calibro 75 mm, ma anche in questi casi i modelli non diedero seguito alla produzione in serie.

## Storia del progetto
Nel 1930 il governo francese, nell'ambito di un adeguamento dell'equipaggiamento in dotazione ai reparti aerei dell'Armée de terre, l'esercito francese, emise una specifica per la fornitura di un nuovo modello di velivolo militare adatto a compiere missioni di bombardamento notturno. La specifica, indicata come Bombardier de Nuit 4 o BN.4, prevedeva, tra gli altri requisiti, un impianto motoelica a quattro propulsori (da qui la sigla).
Al fine di concorrere al bando, la Société de travaux Dyle et Bacalan, che già dal 1929 aveva iniziato a sviluppare un bombardiere trimotore basato sul velivolo da trasporto e passeggeri DB-70 e che quando divenne Société Aérienne Bordelaise ridesignò il progetto in AB-15, decise di suggerire al suo ufficio di progettazione di realizzarne una conversione quadrimotore cambiando nuovamente la designazione del velivolo in AB-20, modello dalla cellula interamente metallica in duralluminio. In questa nuova configurazione, i motori scelti, i Lorraine 12Fb Courlis 12 cilindri a W raffreddati a liquido da 500 CV (368 kW) ciascuno, furono installati in coppia in gondole poste sotto le ali, liberando così la posizione all'apice anteriore della fusoliera che poteva così essere occupata da una postazione per un mitragliere. La dotazione bellica offensiva era affidata a un carico di bombe da caduta fino a un massimo di 2500 kg, mentre quella difensiva si basava su cinque mitragliatrici calibro 7,7 mm. Così come lo fu il modello da cui derivava (DB-70), il SAB-20 divenne il più grande velivolo quadrimotore di produzione francese realizzato a quei tempi.

## Utilizzatori
Francia
- Armée de l'air (previsto)

### Fonti
1. ↑  Revue S.G.A., p. 114.
2. ↑  Le fonti non sono concordi nel citare la designazione del velivolo, talvolta, specie nelle fonti in lingua inglese indicato con il punto (AB.20), o doppiamente puntato (A.B.20), così come con un trattino (AB-20), in lingua francese.
3. 1 2  Уголок неба, Dyle et Bacalan, SAB AB.20.
4. ↑  Revue S.G.A., p. 115.

### Pubblicazioni
- (EN) A New French Night Bomber, in Flight, 26 febbraio 1932,  p. 170. URL consultato il 5 ottobre 2015.
- (FR) Avions A.B 20 et A.B.21 (PDF), in Revue de la Société Générale Aeronautique, novembre/Décembre 1932. URL consultato il 14 giugno 2020 (archiviato dall'url originale il 27 settembre 2015).
- Luca Parrillo, MB.200, in Aerofan, n. 9, San Colombano al Lambro, Luckyplanet S.n.c., giugno 2020,  pp. 25-37.